# Cratere Nadira
Nadira  è un cratere sulla superficie di Venere. Deve il proprio nome a Nadira (in uzbeco Nodira), poetessa uzbeka del XIX secolo e consorte del khan di Kokand.